# Pristimantis stenodiscus
Pristimantis stenodiscus es una especie de anfibio anuro de la familia Craugastoridae.

## Distribución
Esta especie es endémica del estado de Aragua en Venezuela. Habita en Rancho Grande entre los 1090 y 1375 m de altitud en el pico Periquito en la Cordillera de la Costa.

## Descripción
las hembras miden 21 mm y los machos 17 mm.

## Publicación original
- Walker & Test, 1955 : New Venezuelan frogs of the genus, Eleutherodactylus. Occasional Papers of the Museum of Zoology University of Michigan, n.º 561, p. 1-10[5]